# 大浪通

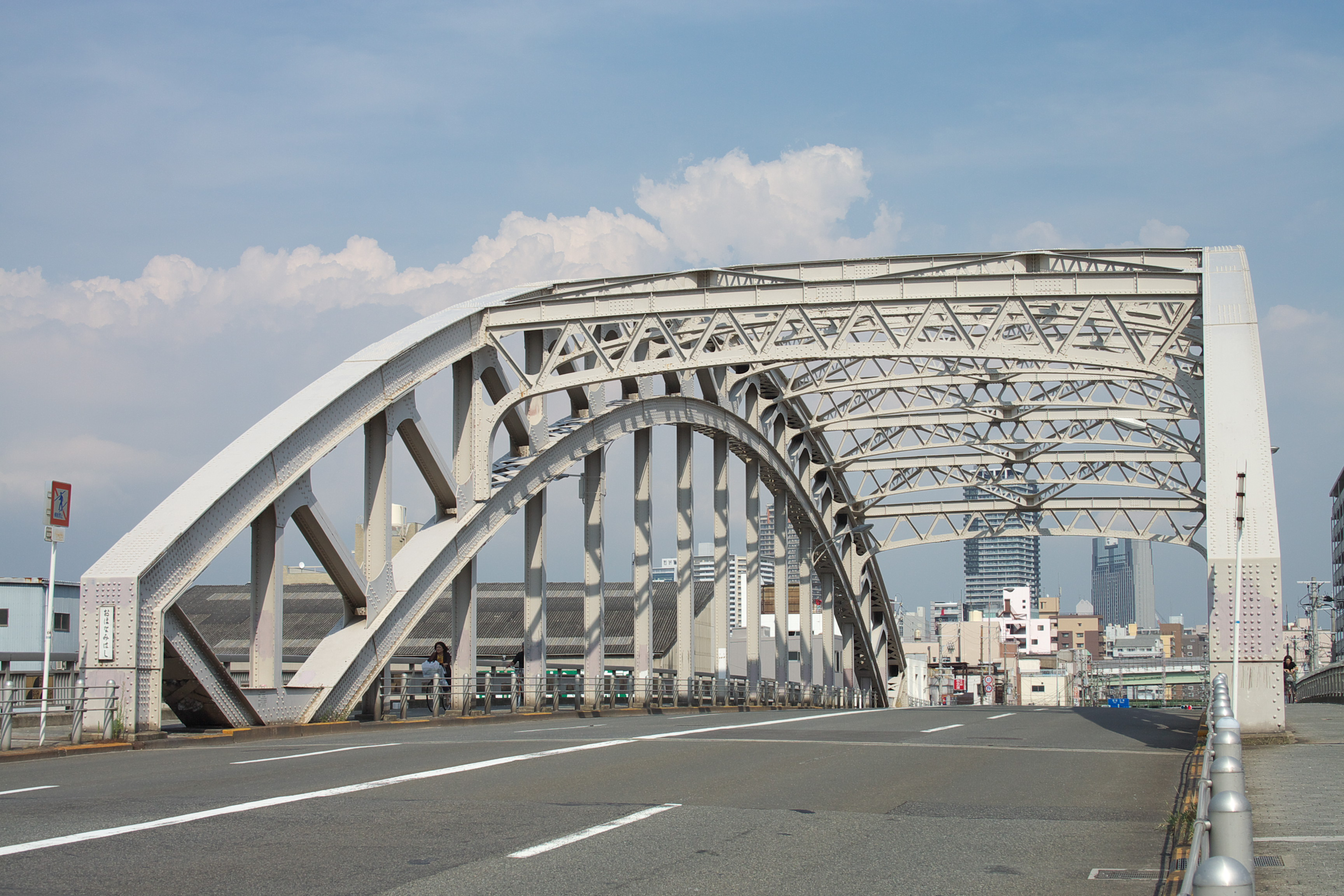
名称の由来となった大浪橋

大浪通（おおなみどおり）は、大阪市内を走る道路の一つ。

## 概要
大阪市浪速区の稲荷交叉点（なにわ筋交点）から西進し、大正区の三軒家西3西交叉点を南へ折れ、同区北村二丁目（千歳橋東詰）に至る、総延長約3.4kmの道路。大阪市道浪速鶴町線の一部に当たり、大阪市の都市計画道路「立葉元町線」が正式名称となっている。
名称は木津川に架かる大浪橋（大正区と浪速区を結ぶ）に由来する。

## 沿線情報
浪速区
- 大阪府立難波支援学校
- 浪速公園
- 大阪市営塩草住宅
- 東洋紙業
- 南海汐見橋線芦原町駅
- 大阪市営大浪橋住宅

- 木津川（大浪橋） -
大正区
- 大正郵便局
- 泉尾公園
- 大阪府立大正高等学校
- 泉尾商店街
- 千歳渡船場（大阪市の公営渡船を参照）

- 尻無川（千歳橋、本道と接続） -

## 接続するおもな道
浪速区
- なにわ筋（大阪府道41号大阪伊丹線） - 稲荷交叉点
- あみだ池筋 - 立葉交叉点
- 新なにわ筋（大阪府道29号大阪臨海線）

大正区
- 大正通（大阪府道173号大阪八尾線） - 三軒家交叉点
- 国道43号 - 泉尾公園前交叉点